# Gerlach (Nevada)
Gerlach – jednostka osadnicza w Stanach Zjednoczonych, w stanie Nevada, w hrabstwie Washoe.